# Тигирек-2
Тигирек-2 (рос. Тигирек-2) — печера на Алтаї, Алтайський край, Росія.  Загальна протяжність — 260 м. Глибина печери — 127 м, амплітуда висот — 127 м; загальна площа — N/A м²; об'єм — N/A м³.  Печера відноситься до Західноалтайської області Алтайської провінції Алтай-Саянської спелеологічної країни. Кадастровий номер 5110/8300-1.